# Horsmakrelen
Horsmakrelen (Carangidae) zijn een familie van snelle roofvissen uit de orde van baarsachtigen die voorkomen in de Atlantische, Stille en Indische Oceaan. Zij jagen op vis boven het koraalrif of in open water. Op riffen vormen zij soms dichte scholen. Zij worden doorgaans 25–100 cm.
In de Noordzee en aan de kusten van de Lage Landen komt één soort, de Atlantische horsmakreel (Trachurus trachurus) vrij algemeen voor.

## Anatomie
Horsmakrelen hebben een gestroomlijnd en plat lichaam en meestal een zilverachtige kleur. Grotere exemplaren kunnen soms een zwarte kleur aannemen. De rug-, buik- en bortsvinnen zijn langwerpig en naar achteren gebogen. De staart is fors en heeft een V-vorm. De zijlijn is duidelijk zichtbaar en vertoont meestal in het voorste deel een bocht naar boven.

## Voedsel
Het voedsel bestaat uit schaaldieren, vislarven en kleine vissen zoals sardines.

## Geslachten
- Alectis Rafinesque, 1815
- Alepes Swainson, 1839
- Atropus Oken, 1817
- Atule D. S. Jordan & E. K. Jordan, 1922
- Campogramma Regan, 1903
- Carangoides Bleeker, 1851
- Caranx Lacépède, 1801
- Chloroscombrus Girard, 1858
- Decapterus Bleeker, 1851
- Elagatis
- Gnathanodon Bleeker, 1851
- Hemicaranx Bleeker, 1862
- Lichia
- Megalaspis Bleeker, 1851
- Naucrates Rafinesque, 1810
- Oligoplites Gill, 1863
- Pantolabus Whitley, 1931
- Parastromateus Bleeker, 1864
- Parona Berg, 1895
- Pseudocaranx Bleeker, 1863
- Scomberoides Lacépède, 1801
- Selar (Bleeker, 1851)
- Selaroides Bleeker, 1851
- Selene Lacépède, 1802
- Seriola Cuvier, 1816
- Seriolina Wakiya, 1924
- Trachinotus Lacépède, 1801
- Trachurus Rafinesque, 1810
- Ulua (D. S. Jordan & Snyder, 1900)
- Uraspis (Bleeker, 1855)